# Орден Бояки
Орден Бояки — одна из высших государственных наград Колумбии.

## История
Орден учреждён 7 августа 1927 года президентом Колумбии Мигелем Абадиа Мендесом с целью заменить собой Крест Столетия Бояки. Орден был учреждён в память о героической победе повстанческих войск у реки Бояки в окрестностях Боготы 7 августа 1819 года. Эта победа стала переломным моментом в борьбе за независимость стран Латинской Америки от 300-летнего колониального господства Испании и Португалии.
Указом № 1612 от 10 июля 1952 года установлен орденский день 7 августа, в который производится награждение орденом.
Указом № 2396 от 16 августа 1954 года были кодифицированы все правила и законы, которые устанавливали наградную структуру Колумбии.
30 октября 1980 года указом № 2919 в орденский статут была внесена степень Большой орденской цепи, предназначенной для глав иностранных государств.

## Степени
Орден имеет восемь степеней:
| Кавалер      | Офицер        | Командор                          | Серебряный крест       |
| Гранд-офицер | Большой крест | Большой крест специальной степени | Большая орденская цепь |

## Описание

Большая цепь ордена Бояки

Знак ордена представляет собой укороченный лапчатый крест покрытый синей эмалью с золотой каймой. В центре — круглый медальон синей эмали с широкой каймой синей же эмали с тонкой золотой окантовкой. В центре медальона погрудный профиль Симона Боливара. На кайме золотая надпись: «Orden de Boyacá». Реверс знака аналогичен аверсу, за исключением медальона: без каймы с надписью «Republica de Colombia».
Звезда ордена — золотая восьмиконечная. Лучи звезды состоят из золотых шариков, расположенных пирамидально в пять рядов. Между лучами расположены штралы — разновеликие лучи. На звезду наложен знак ордена.
Лента ордена тёмно-василькового цвета с полосками цветов государственного флага по краю.